# レッド・ミッチェル
レッド・ミッチェル（Red Mitchell）ことキース・ムーア・ミッチェル（Keith Moore Mitchell、1927年9月20日 ニューヨーク - 1992年11月8日 オレゴン州セイラム）は、アメリカ合衆国のジャズ・ダブルベース奏者で作詞家・詩人・作曲家。クール・ジャズのミュージシャンに分類されている。ホイットニー・ミッチェルの兄。

## 略歴
エンジニアで音楽愛好家の父親と、詩を愛好する母親との許にニュージャージー州で育つ。最初はピアノやアルト・サクソフォーン、クラリネットを学んだ。コーネル大学より表彰されて工学で奨学金を得るが、1947年までに米軍でダブルベースを演奏した。1948年にはニューヨークでジャズ・トリオの一員として演奏した。マンデル・ロウやチャビー・ジャクソン、チャーリー・ヴェンチュラ、ウディ・ハーマン、レッド・ノーヴォ、ジェリー・マリガンらとの演奏や録音で知られ、1950年代初頭に西海岸のジャズ界に合流してからは、ハンプトン・ホーズ、ビリー・ホリデイ、スタン・セルツァー、オーネット・コールマンらとの演奏活動や録音活動で知られた。ロサンゼルス周辺のテレビ局や映画スタジオにもベーシストとして参加し、時々スクリーンにもお目見えした。また、タル・ファーロウやズート・シムズについてのドキュメンタリーにも出演している。
1960年代初頭にサクソフォーン奏者のハロルド・ランドと共同でクインテットを結成した。1966年に自身のダブルベースの調弦を、ヴァイオリン属と同じ5度間隔に変更し、ベース奏者にとっての多くの可能性を拓いた。1968年にストックホルムに移住し、1986年と1991年には、ピアニストやベース奏者ならびに歌手としての録音に対して、また、作詞・作曲に対して、スウェーデン・グラミー賞を授与された。この頃を通して、クラーク・テリーやリー・コニッツ、ハーブ・エリス、ジム・ホール、ジョー・パス、ケニー・バロン、ハンク・ジョーンズ、ベン・ウェブスター、ビル・メイズ、ウォーン・マーシュ、ジミー・ロウルズ、フィル・ウッズ、ロジャー・ケラウェイ、プッテ・ウィックマンらと共演ないしは録音を行なった。1980年代半ばからは、例えばピアニストのケラウェイなどと、しばしばデュオで共演している。1992年初頭にアメリカ合衆国に帰国し、オレゴン州に定住。同年、この地にて永眠した。65歳であった。
詩集は没後に公刊され、未亡人が伝記を執筆中である。

## ディスコグラフィ

### リーダー・アルバム
- 『ハッピー・マイナーズ』 - Happy Minors (1955年、Bethlehem) ※with ボブ・ブルックマイヤー、ズート・シムズ
- 『ジャム・フォー・ユア・ブレッド』 - Red Mitchell (1956年、Bethlehem) ※旧邦題『サム・ホット・サム・スウィート・サム・ワイルド』
- 『プレゼンティング・レッド・ミッチェル』 - Presenting Red Mitchell (1957年、Contemporary)
- Get Those Elephants Out'a Here (1958年、MetroJazz) ※with ホイットニー・ミッチェル、ブルー・ミッチェル、アンドレ・プレヴィン
- 『リジョイス』 - Rejoice! (1961年、Disques Vogue)
- 『ヒア・イェ!』 - Hear Ye! (1962年、Atlantic) ※レッド・ミッチェル＝ハロルド・ランド・クインテット
- 『ワン・ロング。ストリング』 - One Long String (1969年、Mercury)
- Bästisar! (1973年、Artist) ※with エヴァブリット・ストランドベルク
- 『トゥー・ウェイ・カンバーセーション』 - Two Way Conversation (1974年、Sonet) ※with バーニー・ケッセル
- 『アイ・コンセントレイト・オン・ユー』 - I Concentrate on You: A Tribute to Cole Porter (1974年、SteepleChase) ※with リー・コニッツ
- 『チョコレート・キャデラック』 - Chocolate Cadillac (1976年) ※with ホレス・パーラン、ニッセ・サンドストローム、ルネ・カールソン、アイドリース・シュリーマン
- 『アローン・トゥゲザー』 - But Three's a Crowd (1977年、Bluebell) ※with カーリン・クローグ
- Blues for a Crushed Soul (1978年、Sonet)
- 『ライヴ・アット・スウィート・ベイジル』 - Jim Hall/Red Mitchell (1978年、Artists House) ※with ジム・ホール
- 『スケアポート・ブルース』 - Scairport Blues (1978年、Yupiteru)
- Red'n Me (1979年、All Life) ※with ジミー・ロウルズ
- 『ホワット・アイ・アム』 - What I Am (1979年、Caprice)
- 『ベース・クラブ』 - Bass Club (1980年、Paddle Wheel) ※with 鈴木勲、山本剛
- 『マイルストーンズ』 - You're Me (1980年、Phontastic) ※with トミー・フラナガン
- Empathy (1980年、Gryphon) ※with ジョー・ベック
- 『スリー・フォー・オール』 - Three for All (1981年、Enja) ※with フィル・ウッズ、トミー・フラナガン
- 『ホエン・アイム・シンギング』 - When I'm Singing (1982年、Enja)
- 『バーチュオーゾ』 - Virtuoso (1982年、Paddle Wheel)
- 『シンプル・イズント・イージー』 - Simple Isn't Easy (1983年)
- Home Suite (1985年、Caprice)
- 『トゥ・デューク・アンド・ベイシー』 - To Duke and Basie (1986年、Enja) ※with クラーク・テリー
- 『ザ・レッド・バロン・デュオ』 - The Red Barron Duo (1988年、Storyville) ※1986年録音 with ケニー・バロン
- 『デュオ』 - Duo (1987年、Timeless) ※with ハンク・ジョーンズ
- Fifty/Fifty (1987年、Stash) ※with ロジャー・ケラウェイ
- 『ジャイヴ・アット・ファイヴ』 - Jive at Five (1988年、Enja) ※with クラーク・テリー
- Alone Together (1988年、Dragon) ※with ロジャー・ケラウェイ
- 『ドッギン・アラウンド』 - Doggin' Around (1989年、Concord Jazz) ※with ハーブ・エリス
- Talking (1989年) ※with ベン・ライリー、ケニー・バロン
- Blaus (1992年) ※with ヤン・ヨハンソン
- Life's a Take (1993年、Concord Jazz) ※Concord Duo Series, Vol. 1。1992年録音 with ロジャー・ケラウェイ
- Evolution (1995年) ※with ラーシュ・ヤンソン、ヨアキム・ミルダー
- Live in Stockholm (1995年) ※with ロジャー・ケラウェイ、ヨアキム・ミルダー
- Red Mitchell-Warne Marsh Big Two, Vol. 2 (1998年) ※with ウォーン・マーシュ
- 『ライヴ・アット・ポート・タウンゼント』 - Live at Port Townsend (2005年) ※1992年録音 with ジョージ・ケイブルス
- Valse Hot: Sweet Basil 1978 (2016年、ArtistShare) ※with ジム・ホール
- 『酒とバラの日々』 - Days Of Wine And Roses (2022年、Solid)
- 『ティーチ・ミー・トゥナイト』 - Teach Me Tonight (2022年、Solid) ※1989年録音